# 스타일21
《스타일21》(style21)은 2012년 9월에 창간된 한국 최초의 지하철 패션 무가지다. 격주 금요일에 발행되며 발행부수는 12만부이다.
20~40대의 지하철 이용객 등을 독자층으로 하며 전국 260여개 지하철역 입구, 고정 배포지 등에서 분홍색 배포대를 통해 배포된다.
창간 목적은 대한민국 패션, 디자이너, 생활산업의 발전과 소비시장 활성화를 위한 정보제공에 있다.
발행처는 (주)미디어21, 본사는 서울특별시 강남구 역삼동 648-3번지에 있다.

## 같이 보기
- 한국잡지협회